# Heliophanus encifer
Heliophanus encifer är en spindelart som beskrevs av Simon 1871. Heliophanus encifer ingår i släktet Heliophanus och familjen hoppspindlar. Inga underarter finns listade i Catalogue of Life.